# Världens galenskap
Världens galenskap, en musikal med manus av Lars Berghagen och Peter Ström.
Världens galenskap var Lasse Berghagens första och hittills enda försök att skriva och producera en musikal. Berghagen svarade själv för sångtexter och musik, dialogen skrev han tillsammans med Peter Ström. Föreställningen hade urpremiär på Chinateatern i Stockholm hösten 1985.
I ensemblen fanns förutom Berghagen själv bl.a. Inga Gill, Stefan Ljungqvist, Gunilla Åkesson och Gösta Wälivaara. Peter Flack regisserade och Bengt Fröderberg svarade för scenografin. Föreställningen blev sågad av kritikerkåren men blev ändå en hygglig publikframgång. Musiken ur föreställningen finns dokumenterad på en LP-skiva som utkom 1986.